# Olivier de Serres
Olivier de Serres  (* 1539 in Villeneuve-de-Berg; † 12. Juli 1619 in Mirabel, heute Département Ardèche) war ein französischer Autor, Bodenkundler, Agronom und Agrarreformer.

## Leben und Werk
Serres, der als Vater der französischen Landwirtschaft gilt, bewirtschaftete vierzig Jahre lange auf wissenschaftlich-praktischer Basis ein Mustergut im heutigen Département Ardèche (Le Pradel bei Mirabel, erworben 1558) und legte (auf Drängen von König Heinrich IV.) seine Erfahrungen in einem über tausend Seiten starken Band nieder mit dem Titel „Kompendium Landwirtschaft und Ackerbau“ (Le théatre d’agriculture et ménage des champs, zuerst 1600, bis heute 25 Auflagen). Dieses weitgespannte pionierhafte Handbuch, in dem auch Wein- und Obstanbau eine große Rolle spielen, enthält eine besonders innovative Abhandlung über Seidenraupenzucht, die sofort ins Deutsche und Englische übersetzt wurde. Die literarische Qualität der Beschreibungen sicherte dem Autor darüber hinaus einen Platz in der französischen Literaturgeschichte.
In Mirabel gibt es seit 1939 die Association Institut Olivier de Serres, die eine informationsreiche Website unterhält. Das Gut Le Pradel ist heute Museum, Zweigstelle einer Agrarwirtschaftsschule, und ländlicher Campus der Universität Grenoble Alpes (UGA). 1804 wurde Serres in seinem Geburtsort ein Denkmal errichtet. In Paris trägt eine Straße im 15. Arrondissement seinen Namen. In Aubenas ist ein Gymnasium nach ihm benannt.

## Werke

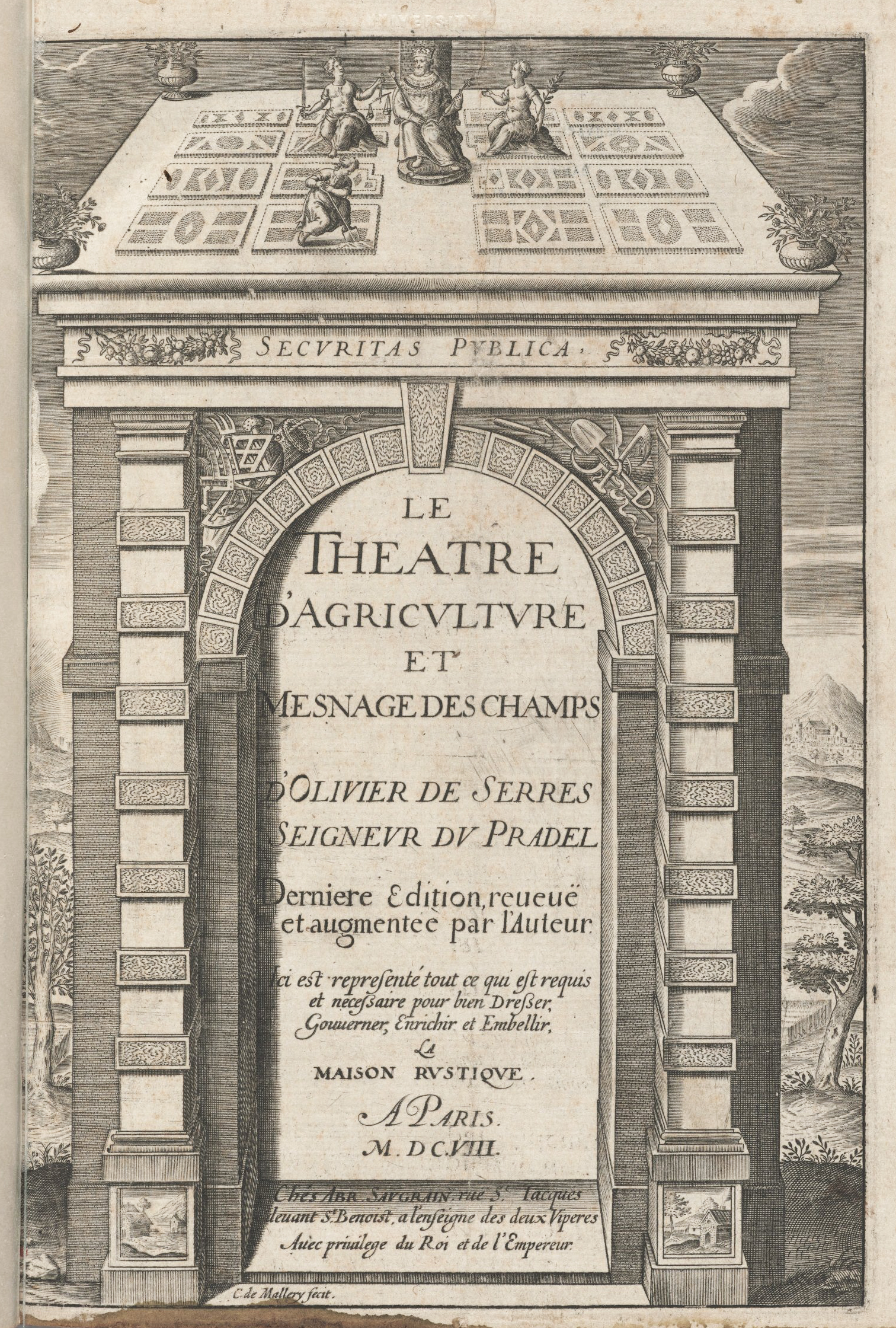
Frontispiz von Le théatre d’agriculture et ménage des champs (Paris 1608)

- Le théatre d’agriculture et mesnage des champs, dans lequel est représenté tout ce qui est requis et nécessaire pour bien dresser, gouverner, enrichir et embellir la maison rustique, 2 Bde., Grenoble, Dardelet, 1973.
- Le théâtre d’agriculture. Mesnage des champs, Genf, Slatkine, 1991 (Vorwort von Étienne Wolff).
- Le théâtre d’agriculture et mesnage des champs d’Olivier de Serres, seigneur du Pradel, dans lequel est représenté tout ce qui est requis et nécessaire pour bien dresser, gouverner, enrichir et embellir la maison rustique, Arles, Actes Sud, 1997, 2001 (Ausgabe 1804–1805, unter Auslassung der zeitgenössischen Kommentare).
- Le livre de raison d’Olivier de Serres, hrsg. von Dominique Margnat, Grenoble, Presses universitaires, 2004.

### Teilausgaben
- Seidenwurm. Von Art, Natur, Eigenschaft und grosser Nutzbarkeit des Edlen Seidenwurms. Auch Pflanzung  und Erhaltung des zu seiner Nahrung hochforderten Maulbeerbaums. Wie und was massen solches herrliche Werck in Teutschen (sonderlich denen Landen da es Weinwachs hat) zugleich andern Orten angerichtet und mit Lob, Nutzen und Ruhm fortgetrieben werden möge.  Erstlich durch Herrn Olivier de Serres, Herren zu Pradel, in Französischer Sprach beschrieben. Jetzt aber... in die Teutsche Sprach zum treulichsten vertirt durch Jacob Rathgeben Fürstlichen Württembergischen Cammer Secretarien, Tübingen, Cellius, 1603.
  - The perfect use of silk-wormes. London 1607, Amsterdam, Theatrum Orbis Terrarum; New York, Da Capo Press, 1971.
- Escrit sur le vin, la vigne et autres gentillesses procédantes de raisin, Paris, A l’enseigne de Colbert, 1947.